# Lasius crispus
Espèce
Lasius crispus est une espèce fossile d'insectes hyménoptères fourmi du genre Lasius.

## Classification
L'espèce Lasius crispus est décrite en 1935 par le paléontologue français Nicolas Théobald (1903-1981),. 

### Fossiles
L'holotype, de l'ère Cénozoïque, et de l'époque Miocène (23,03 à 5,33 Ma.) vient de la collection du Musée des sciences Jean-Baptiste Rames à Aurillac et de Joursac dans le Cantal.

### Étymologie
L'épithète spécifique crispus signifie en latin « bouclé ».

## Description

### Caractères
L'échantillon est une aile antérieure bien conservée, d'une longueur de 13 mm.
La nervure costale est peu marquée. Les autres nervures sont bien nettes. La nervure radiale rejoint la nervure costale après s'être amincie. Les nervures cubitale et discoïdale disparaissent avant le bord. La cellule discoïdale est de forme presque pentagonale, la nervure récurrente étant légèrement brisée.
Les nervures ont un aspect crépu et semblent être marquées de fines stries transversales.

### Publication originale
- [1935] L. Piton et N. Théobald, « La faune entomologique des gisements Mio-Pliocènes du Massif Central. », Revue des Sciences Naturelles d'Auvergne, Vol. 1, Fasc. 2,‎ 1935, p. 65-104, 5 planches (DOI 10.5281/ZENODO.25694).